# Timothy Browning

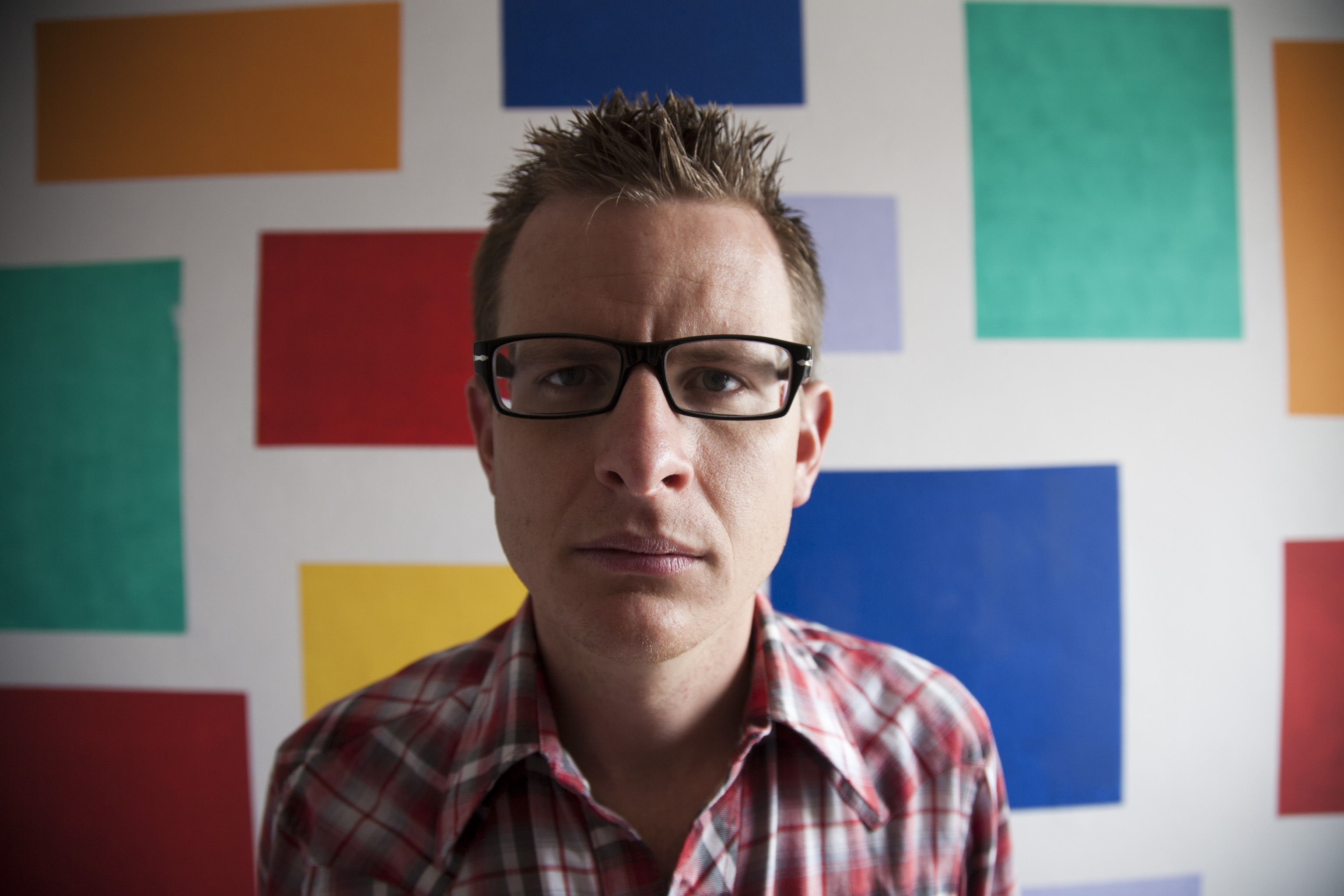
Timothy Browning (2010)

Timothy „Tim“ Browning (* 28. Februar 1976 in Kingston upon Thames) ist ein britischer Mathematiker, der sich mit Zahlentheorie befasst.

## Leben
Browning wurde 2001 an der Universität Oxford bei Roger Heath-Brown promoviert mit dem Thema Counting rational points on curves and surfaces. Von 2005 bis 2019 war er an der University of Bristol tätig und ist seit 2018 Professor am Institute of Science and Technology Austria. Er forscht an der Schnittstelle von analytischer Zahlentheorie und arithmetischer Geometrie und erzielte Ergebnisse über die Anzahl und Verteilung ganzzahliger und rationaler Lösungen Diophantischer Gleichungen.

## Auszeichnungen
Im Jahr 2008 erhielt er den Whitehead-Preis und 2010 den Leverhulme Mathematics Prize, 2009 und 2021 den Ferran-Sunyer-i-Balaguer-Preis. 2022 wurde er zum Mitglied der Academia Europaea gewählt.

## Schriften
- Quantitative Arithmetic of Projective Varieties, Birkhäuser 2009
- mit L. Matthiesen, A. Skorobogatov: Rational points on pencils of conics and quadrics with many degenerate fibres, Annals of Math., Band 180, 2014, S. 381–402.
- Counting rational points on cubic and quartic surfaces, Acta Arith. 108 (2003), 275–295.
- mit Heath-Brown: Counting rational points on hypersurfaces, Journal reine angew. Math. 584 (2005), 83–115.
- mit Heath-Brown, P. Salberger: Counting rational points on algebraic varieties, Duke Math. J. 132 (2006), 545–578.